# Análisis a la obra musical de Madonna

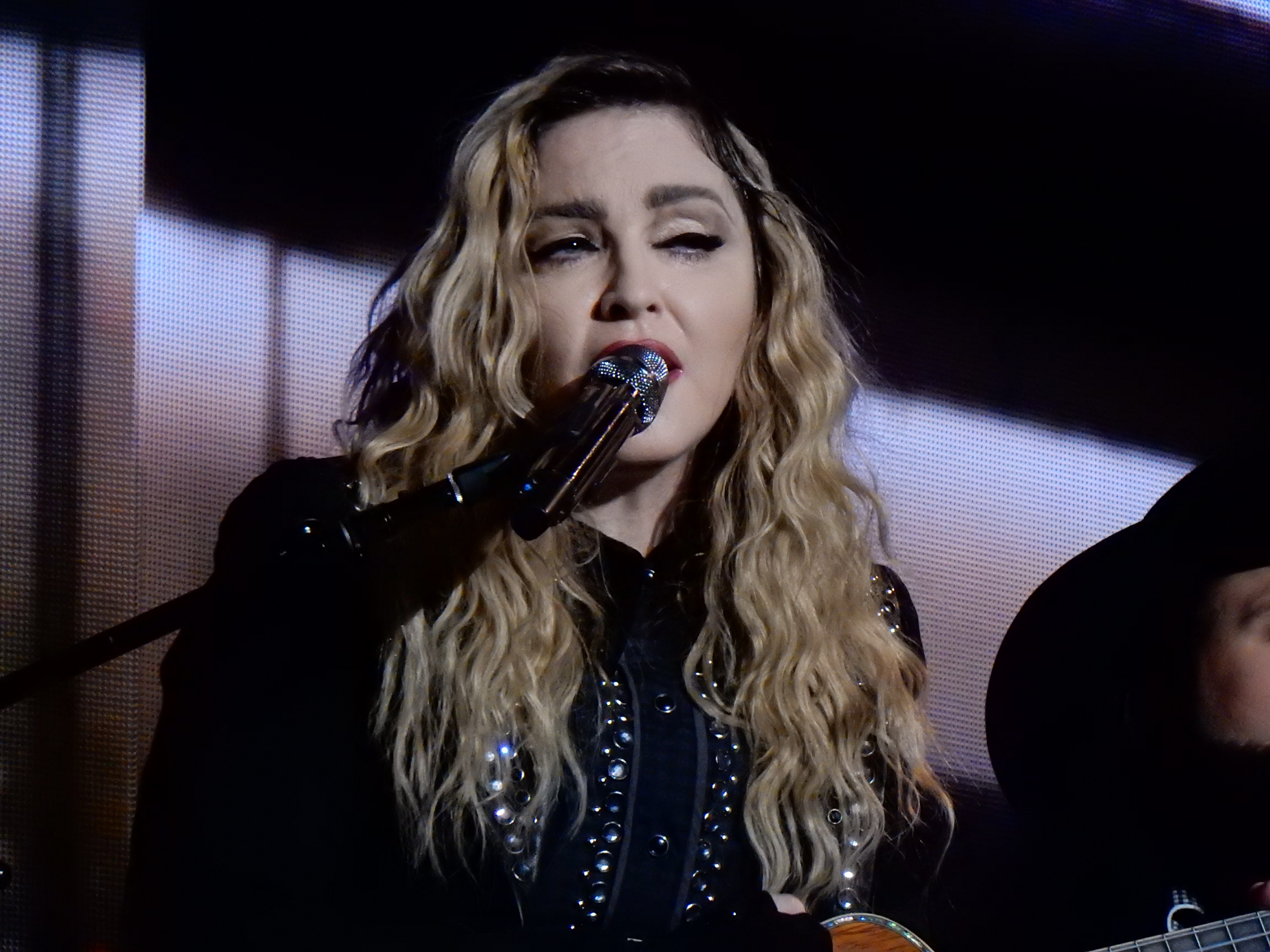
Madonna en 2016.

El estilo musical y evolución de la artista estadounidense Madonna ha sido un tema de interés y escrutinio por parte de críticos, musicólogos y académicos. Estas interpretaciones a la obra de la artista han ayudado a dar origen a importantes análisis sobre la dirección, futuro y efecto de la música popular en la sociedad.
Varios musicólogos han tratado de definir las características musicales de Madonna, desde la naturaleza de su composición hasta sus capacidades vocales. Sin embargo, hay varios que concuerdan que es muy problemático interpretar o clasificar su obra, como sugirieron Stan Hawkins para la Universidad de Leeds o Susan McClary. La atención negativa ha sido muy constante, sobre todo en el ámbito de la crítica musical feminista por abordar temas sobre la sexualidad y el impacto entre la población, especialmente las adolescentes. De hecho, es una de las responsables por la creación de la etiqueta Parental Advisory.
Madonna ha sido galardonada con varios premios a sus composiciones musicales y su habilidad en varios géneros. Entre ellos, diversos premios ASCAP, Billboard o BMI. También ha recibido los premios más importantes de música en sus respectivas regiones: World Music Awards (región mundial), Grammy (Estados Unidos), NRJ (Francia), Brit (Reino Unido), Echo (Alemania), Fryderyk (Polonia), Premios Oye! (México) o los Juno (Canadá) por nombrar algunos ejemplos. También fue inducida en su primer año de elegibilidad en el Salón de la Fama del Rock.
Ampliamente considerada un ícono musical, intelectuales como el musicólogo David Nicholls para la Universidad de Cambridge expresó que Madonna se convirtió en la mujer músico más famosa del mundo y la más exitosa en la historia musical. VH1 la nombró como la «mujer más grandiosa de la música».

## Contexto

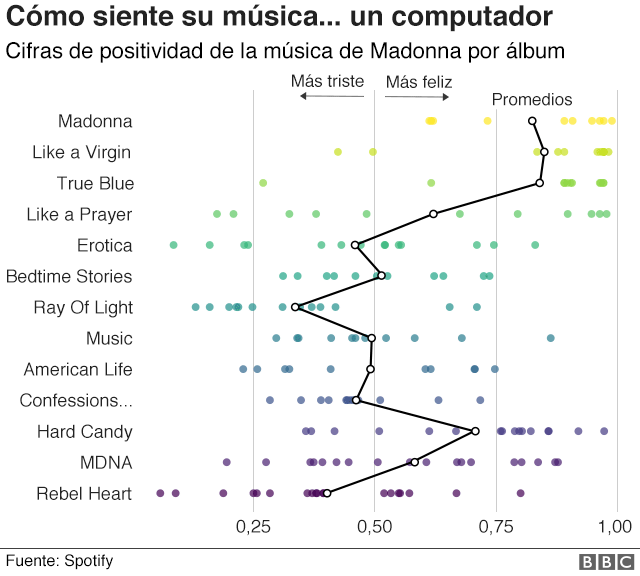
Cifras de positividad de su música de acuerdo a Spotify.

La obra musical de Madonna ha sido objetivo de numerosos análisis y escrutinio por parte de críticos, musicólogos y académicos como parte de la interdisciplina Madonna Studies. En 1997, por ejemplo, se llevó a cabo en la Universidad de Ámsterdam un curso de musicología comprendida en diez clases llamada «Madonna: la música y el fenómeno». Los profesores abordaron temas como el feminismo, el racismo y la sexualidad en las canciones de la artista. Una de las justificaciones que dio el profesor Andrew Japless es que: «Quizá para muchos sea cuestionable su capacidad de entonación. Pero como artista, con base en lo musical, es muy rica». Al final del curso, los estudiantes tuvieron que pasar por un examen final y así demostrar los conocimientos adquiridos. Uno de los requisitos fue estudiar la obra The Madonna Conexion.
En 2012, el musicólogo británico Nicholas Cook escribió el libro De Madonna al canto gregoriano donde aborda los valores personales, culturales y sociales de la música en la historia humana. En 2015, se llevó a cabo una aula de extensión en la Universidad de Oviedo donde examinaron cómo la cultura popular e industria musical cambió con la artista y su importante papel dentro del género pop.

## Evolución y estilo musical

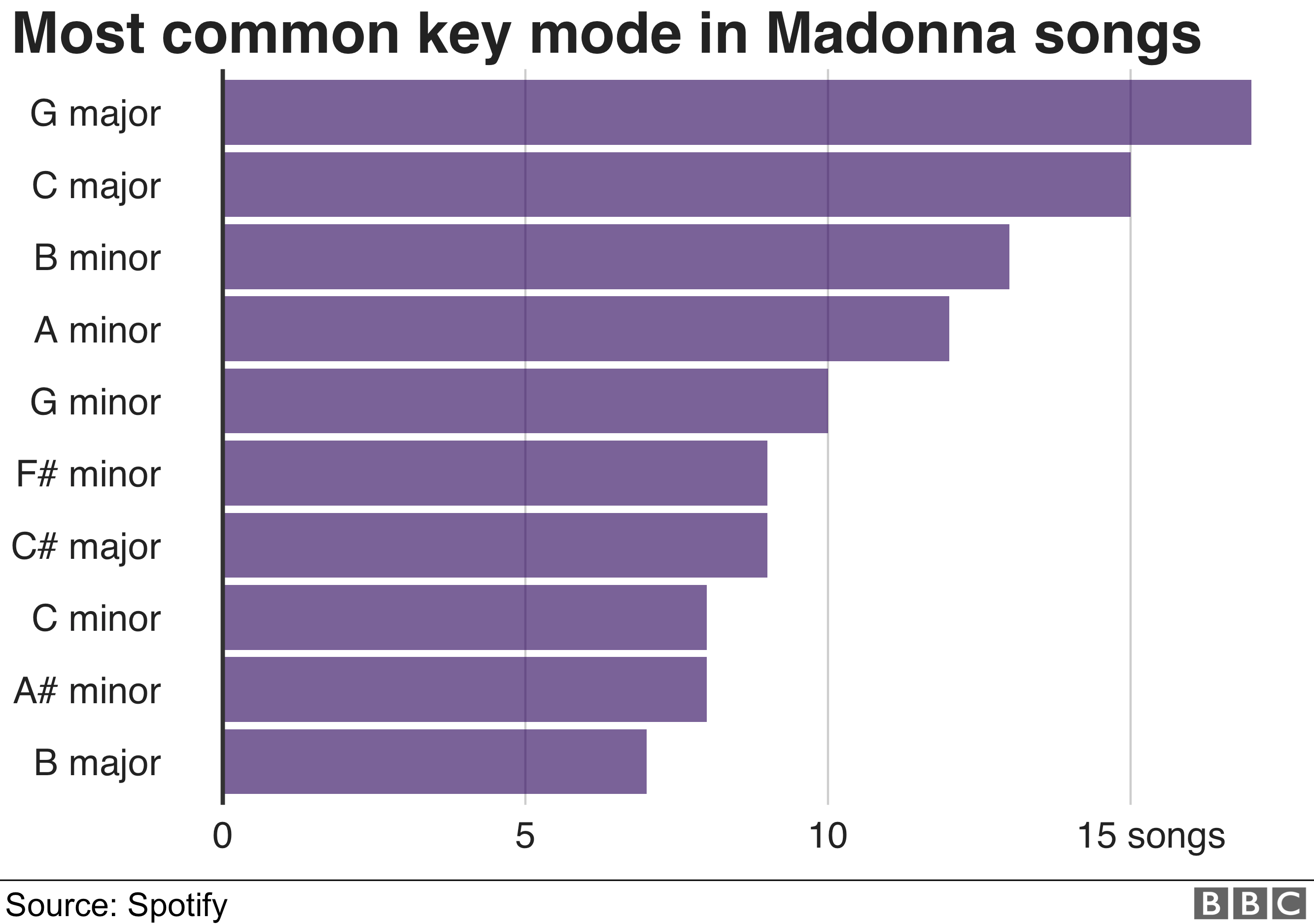
Escalas más comunes en sus canciones.

Madonna es una cantante de música pop, dance y electrónica que posee un rango vocal mezzosoprano. A lo largo de su carrera, ella ha escrito y producido gran parte de sus canciones, a la vez que se ha reinventado repetidamente a través de una serie de distintas personalidades visuales y musicales. Además, en sus obras ha mezclado diversidad de géneros y estilos musicales, así como abordado diferentes temas en sus melodías. Sus habilidades tempranas para la composición, comenzaron en 1979 cuando formaba parte del grupo musical Breakfast Club. Ese mismo año también se integró a la banda de rock Emmy, para la cual compuso canciones y fungió como vocalista. Además del inglés, ha cantando en español, francés, sánscrito y euskera.

### Década de 1980
En 1983, publicó su álbum debut Madonna, en el que las letras de las canciones hablan primordialmente del amor y las relaciones sentimentales. Su orientación musical estuvo inclinada en los géneros dance pop, post-disco y pop rock, como en los temas «Borderline», «Holiday» y «Burning Up». Para ese entonces, la imagen de la artista era provocadora, en especial con el primer sencillo «Everybody». En 1984, publicó su segundo álbum de estudio, Like a Virgin, que incorporó géneros y estilos musicales como el new wave y aborda diversas temáticas. Por ejemplo, en «Material Girl» habla acerca del materialismo y sobre una vida de riqueza y despreocupación, en contraposición al romance y las relaciones. La canción homónima, «Like a Virgin» se basó en sus experiencias personales con el amor. En «Over and Over», habla sobre la determinación y sobre superar las decepciones. «Into the Groove» consiste de instrumentación de tambores, percusiones, congas y silbatos. La letra es simple y está compuesta como una invitación a bailar con la cantante, con insinuaciones sexuales y matices de doble sentido. En «Dress You Up»  su letra es una metáfora de moda y sexo; Madonna canta sobre ropa que le gustaría poner a su hombre para poder acariciar su cuerpo con sus manos. Por último, «Shoo-Bee-Doo» incorpora el género musical doo wop. Durante el lanzamiento de este material, la artista promocionó una imagen «non-religion».
En 1986, publicó su tercer álbum de estudio True Blue, donde Madonna muestra sus conceptos de amor, trabajo, sueños, así como decepciones, y fue inspirado por su entonces esposo, Sean Penn, a quien la cantante dedicó el álbum. En este disco, la intérprete incorporó música clásica y se basó en un estilo bubblegum pop con el fin de abordar a un público más maduro que se mantenía escéptico ante su obra.
 «Where's the Party» habla de una chica trabajadora que disfruta de su día en la pista de baile después del trabajo. «Jimmy Jimmy» narra la admiración de Madonna por el chico malo del barrio. Otras canciones como «La isla bonita» y «Love Makes the World Go Round» tienen letras que se ocupan del escapismo de la vida normal, mientras que la última habla sobre la paz y la lucha contra la pobreza. «Papa Don't Preach» se refiere a una mujer joven que le dice a su padre que está embarazada, pero que va a conservar a su bebé. «Live to Tell» es una balada que retrata la complejidad del engaño y la desconfianza. Su trabajo posterior a True Blue es la banda sonora Who's That Girl, donde la intérprete compuso entre otros, el tema «Causing a Commotion» que habla sobre la tumultuosa relación entre ella y su entonces esposo, Sean Penn. Para su último álbum de estudio de la década de 1980, Like a Prayer, la artista describió al álbum como una colección de canciones «acerca de mi madre, mi padre y mi unión con mi familia» e incorpora dance, funk, góspel y soul. Las letras en este disco tratan de temas de la niñez y adolescencia de Madonna, como la muerte de su madre en «Promise to Try», la importancia de la familia en «Keep It Together» y su relación con su padre en «Oh Father». La cantante también predica empoderamiento femenino en «Express Yourself». En la canción homónima, «Like a Prayer», Madonna introdujo textos litúrgicos en la letra, inspirada por su educación católica, pero cambió el contexto en el que se usan. Tienen significados duales de insinuaciones sexuales y religión. También se encuentra «Dear Jessie», cuya letra fomenta a la pequeña Jessie a usar su imaginación; evoca un paisaje psicodélico, donde elefantes rosas deambulan con lunas danzantes y sirenas, y «Spanish Eyes» que habla sobre el sida.

### Década de 1990
En la década de 1990, Madonna lanzó varios álbumes y parte de esta época la artista promocionó una imagen referida al sexo. Su primera publicación fue la banda sonora I'm Breathless que contiene elementos de jazz, swing, blues y pop y las melodías reflejan la personalidad cabaré de la artista y están influenciadas por su relación con Warren Beatty. La autora Lucy O'Brien destaca la personalidad de Madonna de una «naturaleza proxeneta» y «coqueta». «Hanky Panky»  trata temas sadomasoquistas y se centra en una chica que celebra los placeres de una «buena nalgada». En el tema «I'm Going Bananas», Madonna lo interpreta en género salsa con un acento español. En «Cry Baby» la letra habla acerca de un muchacho que es «muy sensible y débil». «Something to Remember» habla sobre su matrimonio fallido con Sean Penn. Para el álbum de estudio de 1992, Erotica, Madonna presentó un alter ego llamado Mistress Dita quien habla sobre el sexo y el romance en todo el álbum. Así por ejemplo, «Secret Garden» está dedicada a la vagina de la cantante, «el lugar secreto donde puede divertirse». En «Bad Girl» interpreta a una exitosa empresaria que todos los días se acostaba con alguien distinto. «In This Life» fue escrita en memoria de sus amigos que fallecieron a causa del sida. En «Where Life Begins» habla sobre los placeres del sexo oral y también hace referencia al sexo seguro. La letra de «Deeper and Deeper» habla sobre la obsesión sexual.

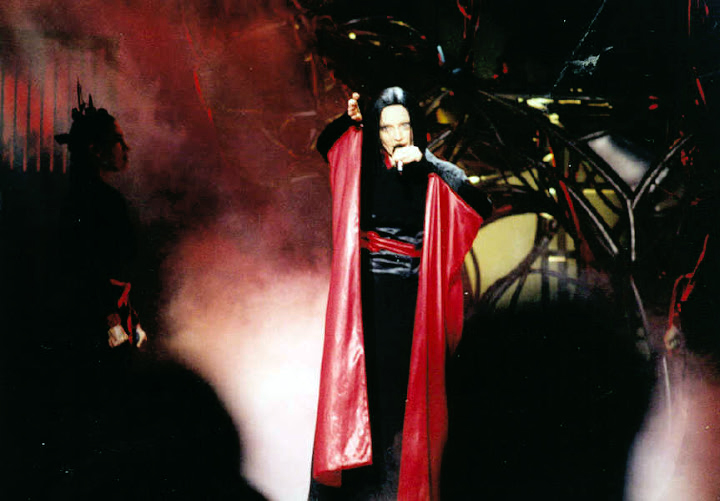
El lanzamiento del disco Ray of Light (1998) supuso un punto de inflexión en su carrera. En la imagen, Madonna interpretando «Frozen» usando indumentaria asiática.

En 1994, lanzó el álbum Bedtime Stories donde es influenciada por el R&B y new jack swing. Los temas fueron acerca del amor, tristeza y romance, pero con un tono más suave que Erotica, sin abordar temas sexuales. La canción que da título al disco, «Bedtime Story» es una invitación a emprender un viaje en el subconsciente; fue escrita por la cantante islandesa, Björk. En «Human Nature» la intérprete responde a los críticos del disco Erotica, el libro Sex y la película El cuerpo del delito. Something to Remember el siguiente álbum, se caracteriza por ser un compilatorio de baladas. El tema inédito «You'll See», habla de la independencia tras el final de una historia de amor y declara que Madonna irá en cosas más importantes. El último álbum de estudio durante la década de 1990 fue Ray of Light. Aquí, la artista incorporó música pop con electrónica y subgenéros como el techno, trip hop y drum and bass, así como ambient, rock y música clásica. «Drowned World/Substitute for Love» es una balada con influencias del jungle, drum and bass, trip hop y soft rock. «Nothing Really Matters», es una pista dance en la que la cantante se hace una autocrítica a su materialismo. «Sky Fits Heaven» cuya letra Madonna opina que «todos los caminos conducen a Dios». «Frozen» está fuertemente influenciada por diferentes estilos de música clásica, notablemente la música académica contemporánea como el neoromanticismo. «To Have and Not to Hold», trata líricamente de la incapacidad al comprender otra persona, además de incluir en su instrumentación elementos de música latina mezclados con electrónica. «Little Star» está inspirada en el nacimiento de su hija, Lourdes, donde confiesa «experimentar un amor incondicional que nunca ha conocido antes» con fragmentos como: God gave a present to me, Made of flesh and bones, My life, My soul, You make my spirit whole (en español: "Dios me dio un regalo, de carne y huesos, mi vida, mi alma, haces todo mi espíritu"). En «Mer Girl» canta sobre la muerte de su madre. «Has To Be» habla de sus deseos de tener una pareja o compañero del alma.

### Década del 2000

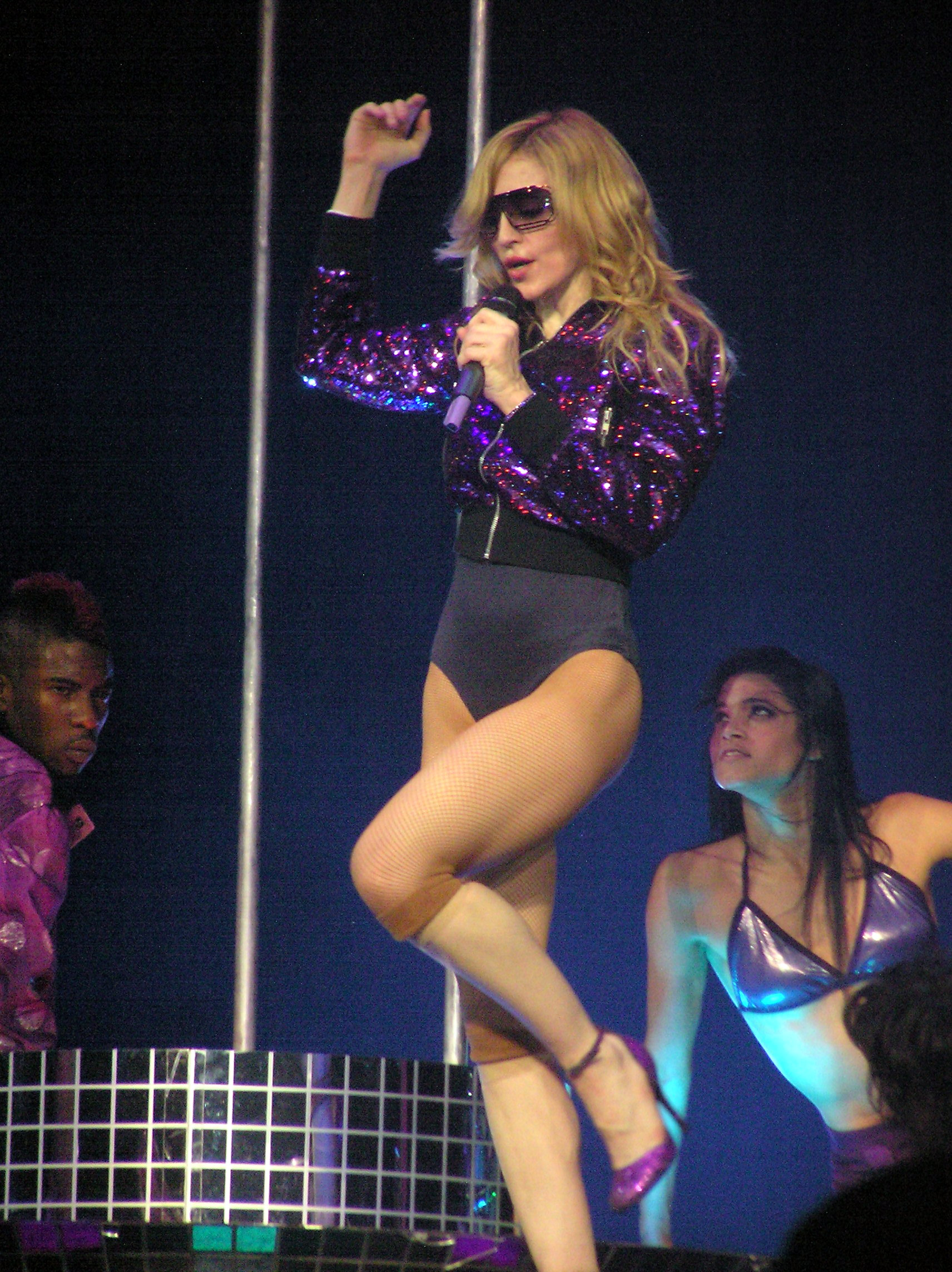
Madonna en 2006, promocionando Confessions on a Dance Floor con la gira Confessions Tour. Para los críticos, representó un revival de la música disco.

Su primer lanzamiento en el nuevo milenio fue con Music donde incluye elementos de géneros como el pop, electrónica, rock, country y folk. En el caso de «Runaway Lover», es una pista rave trance/house, con percusiones de música disco, cuya letra concisa habla sobre un hombre que solo se aprovecha de sus amantes antes de huir. «What It Feels Like for a Girl», habla sobre el rol femenino en la sociedad. «Paradise (Not For Me)», tiene letras cantadas en francés y «Cyber-raga», una canción compuesta por cantos tradicionales en hindi. En 2003, publicó su noveno álbum de estudio, American Life, un álbum conceptual con letras recurrentes sobre temas políticos en torno a los Estados Unidos como el sueño americano y el materialismo. Musicalmente, pertenece a los géneros pop, electrónica, rock y dance pop, además de presentar influencias de música acústica. Confessions on a Dance Floor es el disco de estudio que Madonna publicó a finales del 2005. En sus letras incorpora fragmentos de la historia musical de ella y están escritos en forma de confesiones. Por ejemplo, «Hung Up» contiene letras del dueto de la cantante con Prince, «Love Song», del álbum Like a Prayer. «Jump» está escrita como una secuela de la canción de 1990, «Keep It Together», y habla sobre tomar riesgos y el empoderamiento de uno mismo. «How High» hace referencia a dos canciones del octavo álbum de estudio de la cantante, Music, llamadas «I Deserve It» y «Nobody's Perfect». La letra de «Push» agradece a la persona que la retó a expandir sus límites e incluye elementos del tema «Every Breath You Take», de los Police. En otros temas como «Sorry», donde se incluye el título en diez diferentes idiomas, existe una fuerte influencia de la música electrónica contemporánea. «I love New York» muestra a Madonna alabando a la ciudad que la convirtió en la persona que es. En el resto del disco, la cantante habla sobre el éxito y la fama («Let It Will Be») y las encrucijadas del pasado, presente y futuro («Like It or Not»).
En 2008, publicó el que sería su undécimo álbum de estudio con el título de Hard Candy que es de ambiente urbano pop. Con «4 Minutes», su desarrollo fue motivado por un sentido de urgencia para salvar al planeta de la destrucción, y cómo la gente puede divertirse en el proceso. Cuenta con la participación vocal de Justin Timberlake y Timbaland y es una canción dance con un estilo urbano de hip hop, que incorpora los ritmos bhangra de Timbaland. «Give It 2 Me» mezcla ritmos de música bounce y una línea de bajo funky, aunque parece ser acerca de baile y sexo, es en realidad una referencia a la carrera de tres décadas de Madonna en la industria musical. «Miles Away» habla acerca de las dificultades de las relaciones a distancia; es una balada electrónica melancólica que, según la propia cantante, es autobiográfica y está inspirada por su entonces esposo, el director Guy Ritchie. «She's Not Me», en donde habla de Madonna siendo imitada por otra mujer e incluye líneas como She started dressing like me and talking like me, It freaked me out, she started calling you up in the middle of the night, what's that about? —«Ella empezó a vestirse como yo y a hablar como yo, y eso me asustó, empezó a llamarte en medio de la noche, ¿de qué se trata eso?»—. «Beat Goes On» cuenta con un interludio de rap por parte de Kanye West y una mezcla de sonidos que van desde el R&B de los años '70 al dance de los '80.

### Década del 2010
El primer disco de estudio en la década del 2010 fue MDNA, un álbum de música pop con elementos de dance, electrónica y dubstep.  Aunque varias canciones hablan sobre el amor y el baile, muchas letras están relacionadas con su divorcio de Guy Ritchie acontecido en 2008, y tratan temas personales como la traición, el desamor, la venganza o el arrepentimiento. En el 2015, la artista publicó su decimotercer álbum de estudio, Rebel Heart que mezcla una variedad de géneros, tales como el house, trap y reggae, así como el uso de guitarras acústicas y coros góspel. Algunas de las canciones son de naturaleza autobiográfica mientras otras hablan sobre amor, la imagen personal, así como una reflexión de la carrera de Madonna.

## Interpretaciones
Varios autores, musicólogos, académicos han dado una plétora de interpretaciones al estilo musical, de composición y artístico de Madonna. En este sentido, el musicólogo Stan Hawkins para la Universidad de Leeds explica que la consideración musicológica en Madonna solo puede realizarse sobre la base de cómo los códigos musicales parecen ser. Hawkins sentó como precedente su compleja historia personal como una importante problemática en cualquier interpretación musical de su trabajo. La musicológa Susan McClary sugiere que «sus piezas exploran diversas formas de constitución de identidades que niegan la estabilidad, que permanecen líquidas, que se resisten a la definición».
Según los autores del libro Madonna's Drowned Worlds (2004), de 1983 a 1986, las producciones musicales de la cantante solían ser de naturaleza femenina e ingenua, centrándose principalmente en temas como las relaciones amorosas, el romance, la pasión y noviazgos. Esto cambió con el álbum Like a Prayer (1989), cuando las letras se hicieron mucho más personales, como en «Promise to Try», que hace referencia al dolor persistente en la artista por la pérdida de su madre. Así, los autores también han notado que las letras de la artista a menudo sugieren una identificación con la comunidad gay. Fouz cree que cuando ella canta «Vamos chicas, ¿creen en el amor?» en «Express Yourself», se dirige a las mujeres heterosexuales y a su audiencia homosexual. También hicieron la observación de que «a lo largo de su carrera, la manipulación de su voz nos muestra que, al negarse a definirse en una sola forma, abrió un espacio para nuevos tipos de análisis musical».
El periodista Alberto Fuguet dijo que «sus canciones son entretenidas, simpáticas y con ritmo. Sí, ante todo con ritmo. Las letras son un juego, pequeñas historias, retratos de la actualidad». La escritora Mariela Genovesi notó que «Madonna le canta al amor en todos sus discos y en la mayoría de las canciones. Amor a la música, a la vida, a los deseos, las buenas ambiciones. Lo hace simple, bello y pegadizo. De ahí que quizás sea la reina también y la más popular de todas» agregó Genovesi. El productor Rick Nowels elogió las habilidades como compositora de Madonna. Él dijo:

Es una compositora brillante de melodías y letras pop. Me dejó anonadado [durante las sesiones de composición de Ray of Light]. Me encanta Madonna como artista y compositora. Es una cantautora maravillosa, además de ser excelente escritora de estribillos pop. No recibe el crédito que se merece como compositora.

Son muchos críticos y académicos que han notado una fuerte unión entre las composiciones de Madonna con sus vídeos musicales y presentaciones aunado a su imagen y personalidades visuales. En este punto, el biógrafo Andrew Morton expresó que «artísticamente, las composiciones de la artista a menudo son eclipsadas por sus vídeos sorprendentes». Rodrigo Fresán escribió que «la música de Madonna es eminentemente visual. No es lo mismo verla que escucharla. En principio, se habla más de los vídeos de ella, que de su música». El profesor Roy Shuker escribió en Understanding Popular Music que «su música es el producto de sentimientos reales y es un ejercicio fríamente calculado de acuerdo con las últimas estrategias de marketing». Por otro lado, Hawkins explica que la «entronización» del control de Madonna sobre su música es evidente como lo es su manipulación y manifestaciones de autoerotismo en vídeos y películas. Hawkins 
En otro aspecto, Lydia Brugué para la Universidad de Vich en España, hizo un análisis titulado La traducción de Madonna, cómo se traduce el género en el mundo de la música. Aquí, la académica da una conclusión a través de una encuesta en que «las distintas máscaras o identidades de Madonna (expresadas a través de sus múltiples imágenes) crean diferentes niveles de comprensión de sus canciones en países [como España]». Así, Brugué da una conclusión de que «Madonna juega con su imagen, la hace variable, constante y polémica. Intenta siempre entrar en conflicto con las cuestiones sociales que están más de actualidad. De este modo, se manifiesta a través de la música en contra de la homofobia o de la violencia de género o a favor del sexo seguro o la libertad de expresión. [Así], aprovecha para hacer llegar muchos mensajes al máximo de audiencia».

## Críticas

Logotipo de la etiqueta Parental Advisory. Madonna es una de las artistas responsables por la creación de este aviso.

Las canciones de Madonna han sido objeto de debates en foros de sexualidad, religión y raza entre otra variedad de temas. Además, es conocida por inducir controversias y ha sido censurada por varias organizaciones como la Parents Music Resource Center. Más adelante, Madonna sería una de las responsables por la creación de la etiqueta Parental Advisory.
Algunos autores han criticado la capacidad de composición de Madonna. Por ejemplo, en 1987 María Raha de Rolling Stone calificó sus letras como «frívolas y para nada sofisticadas. Madonna solo puede traer un baúl lleno de letras triviales que hablan de la gran tradición de la música pop, el amor; cuando no está cantando sobre el amor, está cantando sobre la fiesta y el baile». Los autores del libro Culture/power/history: A Reader in Contemporary Social Theory (1994) mencionaron que «la música de Madonna es engañosamente simple».
La atención prestada a la obra de Madonna ha sido principalmente en el ámbito de la crítica musical feminista y sexual. Según Nicholas Charles, muchas de las letras en las canciones de la artista han transmitido un «aflojamiento sexual» a millones de niños. En defensa de la cantante, la sexóloga Ana Fernández Alonso en uno de los cursos sobre Madonna para la Universidad de Oviedo dijo: 

Con respecto a las letras de sus canciones, sobre todo de su cuarto álbum Erotica, supuestamente el más transgresor, algunos críticos se sorprenden, porque en la mayoría de ellas "habla de amor, no de la idea de sexo"... Cómo me gustaría poder decir a esos críticos que precisamente es de sexo, de sexualidad y de erótica de lo que hablan las letras de sus canciones... Y también de amatoria, siendo todos estos campos conceptuales del hecho sexual humano... Que quienes tienen equivocada la "idea" de lo que es el sexo son precisamente ellos y la sociedad que repudia las manifestaciones de una erótica lúdica, estética y hedonista y ensalza sin embargo imágenes de violencias y combate.

## Reconocimientos

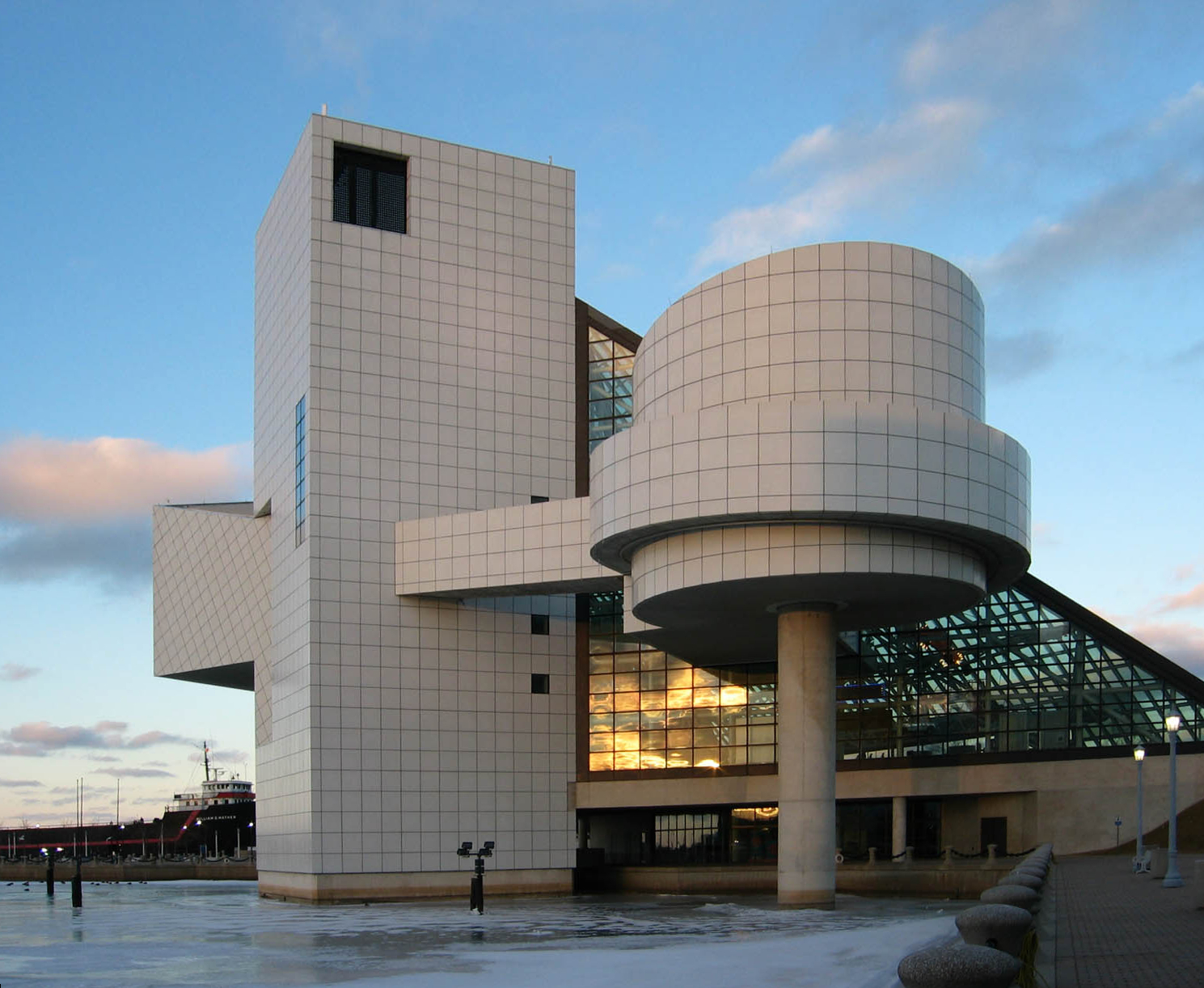
Madonna es una artista inducida en el Salón de la Fama del Rock.

Según el autor Nicholas Charles, «Madonna es el artista más influyente desde la década de 1980, y su música ha influido desde entonces a millones de personas de todo el mundo».  Algunos de los temas escritos e interpretados por ella, se han convertido en clásicos de la música pop (y de cualquier género), como «Into the Groove», «Papa Don't Preach», «Like a Prayer», «Vogue», «Frozen», «Music», «Hung Up» y «4 Minutes». El Salón de la Fama de los Compositores consideró que «Madonna nunca podría haber sido un ícono musical sin sus canciones». 
De una forma general los críticos han alabado sus obras musicales, considerándolas innovadoras y pionera de la escena. También, muchos periodistas musicales han coincidido en que la artista ha producido melodías atemporales y han sido incluidas en listas críticas de las grabaciones más influyentes de la historia musical, en especial del género pop. Entre ellas se encuentra «Like a Virgin» quien figuró entre las canciones que cambiaron el mundo, de varios programas y listas por críticos, incluido en el documental de HBO, Standing Room Only. Es así, que su catálogo es a menudo recopilado por los medios de comunicación para presentar sus mejores composiciones.
El teólogo y académico Robert M. Grant explica que «su carrera musical ha sido una continúa experimentación con nuevas ideas musicales y nuevas imágenes en búsqueda constante de la aclamación». Javier Becerra de La Voz de Galicia dijo que «Madonna representa de manera fidedigna la idea de que el pop trasciende a un mero puñado de canciones. Cada uno de sus lanzamientos tiene bastante más de todo aquello que rodea a la música que de música en sí». El autor Xavi Sancho para el periódico español El País, comentó:

Los lanzamientos de esta mujer no son meros acontecimientos musicales y comerciales, sino ejercicios que marcaron el camino a seguir y, más tarde, trabajos de certificación del estado de las cosas».